# Etorfina
Etorfina é um fármaco narcótico da família dos opioides. É análogo à morfina.
Esta droga é muito mais potente do que a morfina e não pode ser usada em humanos. Para se ter ideia, apenas uma gota em contato com a pele humana já seria fatal. É portanto utilizada em tranquilizantes para animais de grande porte, como elefantes selvagens e similares, porque podem ser utilizados pequenos volumes dentro dos dardos e além disso o seu efeito é reversível com naloxona ou naltrexona. Sendo a naloxona utilizada em humanos em elevadas doses  como antídoto para o contacto ou injecção acidental com etorfina. Por ter um tempo de semi-vida muito curto, as doses podem ter que ser repetidas.